# Route 16
Route 16 (ルート16?, Rūto 16) è un videogioco arcade del 1981 sviluppato da Sun Electronics (oggi Sunsoft) in collaborazione con Tehkan, ove nella quale diversi automobilisti combattono a vicenda in un labirinto per ottenere dei sacchi di denaro, evitando i pericoli. È stato pubblicato negli Stati Uniti d'America da Centuri.
Del titolo venne realizzata una conversione per Arcadia 2001, oltre ad essere distribuito in formato digitale da Hamster Corporation per Nintendo Switch e PlayStation 4 all'interno della serie Arcade Archives.

## Modalità di gioco
Route 16 presenta una via di mezzo tra un simulatore di guida e un videogioco d'azione, appartenendo come a Rally-X della Namco al sottogenere detto "vehicular combat". Il giocatore controlla una macchina che deve esplorare un enorme labirinto diviso in sedici camere. Lui o lei deve raccogliere tutti i sacchi di denaro presenti in alcune camere, evitando le auto di fronte e cercando di non rimanere senza carburante. Ogni volta che il giocatore esce da una camera viene mostrata una mappa indicante la posizione delle auto avversarie e dei sacchi. Ci sono anche le bandiere che se toccate faranno schiantare i veicoli vicini, facendo così guadagnare qualche secondo al giocatore, oltre che molti punti bonus.

## Remake
Una nuova e migliorata versione del gioco, intitolata Route-16 Turbo, venne distribuita il 4 ottobre 1985 per Famicom, sviluppata da Sunsoft.